# تریسی دیویدسن
تریسی دیویدسن (انگلیسی: Tracey Davidson؛ زادهٔ ۶ ژانویهٔ ۱۹۶۱) یک بازیکن فوتبال است.
وی سابقه عضویت در تیم ملی فوتبال زنان انگلستان را داراست.